# Huff-Modell
Das Huff-Modell ist ein mathematisches Modell zur Abgrenzung und Segmentierung von Marktgebieten von Einkaufszentren, sonstigen Agglomerationen von Einzelhandelsbetrieben oder einzelnen Anbietern. Das probabilistische Marktgebietsmodell wurde 1962 von David L. Huff entwickelt und stellt eine Weiterentwicklung der deterministischen Modelle von Reilly und Converse dar.
Diese Variante des einfach beschränkten Interaktionsmodells berechnet in Abhängigkeit von Distanzen und Attraktivitäten die Wahrscheinlichkeit, mit der Kunden einen bestimmten Angebotsstandort aufsuchen, um die Größe von Einzugsgebieten einzelner Einzelhandelsstandorte abzubilden. Für die graphische Darstellung des Einzugsgebietes in Kartenform werden die Einkaufswahrscheinlichkeiten rund um die fragliche Einkaufsstätte ermittelt und die Punkte mit gleicher Wahrscheinlichkeit miteinander verbunden, man spricht dann von Isowahrscheinlichkeitslinien. Es ist ein in der Einzelhandelsforschung anerkanntes und oft eingesetztes Verfahren, welches insbesondere auf lokaler Ebene für Prognosen über die Auswirkungen bestimmter Baumaßnahmen, wie bspw. die Errichtung eines neuen Einkaufszentrums, verwendet wird.
Auf dem Huff-Modell basiert das oft verwendete MCI-Modell (Multiplicative Competitive Interaction Model) von Nakanishi und Cooper.

## Prämissen
Es gelten folgende Annahmen:
- Die Interaktionen zwischen Standort i und j nehmen mit zunehmender Entfernung (dij) ab.
- Die Interaktionen zwischen Standort i und j nehmen mit wachsenden Standortmassen von Quellort i bzw. Zielort j zu; d. h. die Wahrscheinlichkeit, dass ein Kunde das Shopping-Center aufsucht,  steigt mit der Attraktivität.